# Ahmed Rami (militare)
Ahmed Rami (Tafraout, 12 dicembre 1946) è un militare e politico marocchino, ex ufficiale, vive in esilio in Svezia come dissidente politico e fondatore di Radio Islam del re Hassan II..
Nel luglio 1971 venne accusato di essere complice del colpo di Stato di Skhirat, contro Hassan II, allo scopo di abolire la monarchia e instaurare una repubblica islamica. Venne condannato a morte, ma riuscì a fuggire.
Radio Islam ha iniziato a trasmettere a Stoccolma, dal 3 marzo 1987, al 1992. Nel maggio 1996 la stazione riprese le trasmissioni, i cui contenuti furono oggetto di accese controversie. Diversi furono le voci contro la radio, tra cui il Premio Nobel, Elie Wiesel, che cercò spingere le autorità alla chiusura della Radio. La radio venne chiusa, e Ahmed Rami condannato a sei mesi di carcere.
Jan Bergman, professore di storia religiosa presso l'Università di Uppsala, al processo testimoniò in favore di Ahmed Rami.